# Southside Festival
Il Southside Festival, o semplicemente noto come Southside, è un festival musicale che si tiene con cadenza annuale vicino a Tuttlingen, in Germania, solitamente nel mese di giugno. Si tratta di un festival i cui artisti appartengono generalmente al genere alternative, all'indie pop, all'indie folk, e altri generi della musica popolare.
È gemellato con l'Hurricane Festival, che si tiene negli stessi giorni, ma nel nord della Germania, a Scheeßel, nei pressi di Brema e propone gli stessi artisti, salvo alcune eccezioni.

## Storia

### Origini e nome
Il nome Southside deriva dal "lato sud" (in inglese) e si riferisce alla Germania meridionale dove si svolge il festival. Gli organizzatori del festival sono FKP Scorpio e KOKO & DTK Entertainment. Il sito del festival consiste di 800.000 metri quadrati di ex aree militari e aeroportuali. Il festival ha avuto luogo per la prima volta nell'ex aeroporto militare di Neubiberg (Monaco) con circa 15.000 visitatori. Nel 2002, il numero di visitatori era salito a 30.000 e continuò a salire fino ai 60.000 d'oggi. Le entrate per un fine settimana di festival, secondo gli organizzatori, ammontano a tra cinque e dieci milioni di euro. Il servizio paramedico è fornito dal Malteser Hilfsdienst, dal Johanniter-Unfall-Hilfe (associazione regionale Bodensee-Oberschwaben) e dalla Croce Rossa tedesca. Per tutto il weekend, circa 400 volontari svolgono circa 12.000 ore di lavoro.

### Prime edizioni e artisti ricorrenti
Il Southside Festival si è svolto per la prima volta nel 1999 come controparte dell'Hurricane Festival. Nel 2000, fu trasferito a Neuhausen ob Eck. Fra i molti artisti ricorrenti sono inclusi:
- Queens of the Stone Age (1999, 2001, 2002, 2005, 2007, 2013)
- Flogging Molly (2005, 2008, 2011, 2014, 2016, 2017)
- The Sounds (2003, 2006, 2007, 2009, 2011, 2014)
- Billy Talent (2004, 2006, 2008, 2010, 2013, 2018)
- Beatsteaks (2002, 2004, 2005, 2008, 2010)
- Black Rebel Motorcycle Club (2002, 2004, 2008, 2015, 2018)
- NOFX (2003, 2008, 2013, 2015, 2018)

#### La tempesta del 2007
Il giovedì sera precedente l'inizio del festival, una tempesta demolì il palcoscenico lanciando grandi e pesanti pali. Uno di questi passò attraverso il tetto di un furgone paramedico parcheggiato vicino al palco, uccidendo un occupante e ferendo gravemente l'altro. Di conseguenza, le esibizioni sul palcoscenico furono annullate. Gli organizzatori del festival presero in considerazione l'annullamento del festival, ma decisero di non farlo su consiglio della polizia, delle autorità locali e della squadra paramedica. Anche le due tappe principali subirono danni, ma furono sufficientemente riparate in tempo.

#### 2008
Nel 2008, il festival si è svolto dal 20 giugno al 22 giugno. Furono venduti circa 50.000 biglietti e registrando un nuovo record di visitatori. Il numero di visitatori e il caldo portarono ad una scarsità d'acqua nella domenica, alle 11 del mattino. Gli artisti che vi presero parte furono:
Apoptygma Berzerk, Bat for Lashes, Beatsteaks, Bell X1, Biffy Clyro, Billy Talent, Black Rebel Motorcycle Club, British Sea Power, Calexico, Deichkind, Die Mannequin, Digitalism, Does It Offend You, Yeah?, Donots, Elbow, Enter Shikari, Flogging Molly, Foals, Foo Fighters, Jaguar Love, Jan Delay & Disko No 1, Jason Mraz, Jennifer Rostock, Johnny Foreigner, Kaiser Chiefs, Kettcar, Kriéger, Madsen, Maxïmo Park, Millencolin, Monster Magnet, Nada Surf, NOFX, Oceansize, Operator Please, Panic! at the Disco, Panteón Rococó, Patrice, Paul Heaton, Radiohead, Razorlight, Rise Against, Rodrigo y Gabriela, Shantel & Bucovina Club Orkestar, Shy Guy At The Show, Sigur Rós, Slut, Tegan and Sara, The (International) Noise Conspiracy, The Beautiful Girls, The Chemical Brothers, The Cribs, The Enemy, The Flyer, The Kooks, The Notwist, The Pigeon Detectives, The Subways, The Weakerthans, The Wombats, Tocotronic, Turbostaat, Wrongkong, Xavier Rudd.

#### 2009 - 2011
Nel 2010 fu introdotto un quarto palco denominato White Stage, che si aggiungeva al Green Stage, quello principale e al Blue Stage, e un placo-tenda Red Stage. Neuhausen ob Eck è stata la sede del Southside Festival per la dodicesima volta dal 17 al 19 giugno 2011. Due giorni prima dell'inizio della line-up, il festival fu esaurito con oltre 50.000 visitatori. Per il festival sono stati impegnati 81 artisti: anche nel 2011 c'erano quattro tappe: due palchi all'aperto e due palchi. Sul quarto stadio, chiamato il palcoscenico bianco, che di solito era riservato agli atti elettrici, c'erano spettacoli aggiuntivi che consistevano in acrobazie sottolineate con musica elettronica. Le misurazioni introdotte per proteggere l'ambiente sono state: "Green Camping", riduzione della CO2 dovuta a nuovi modi di arrivare al festival e ad evitare la creazione di rifiuti cartacei.

#### 2019
Il festival si è svolto dal 21 al 23 giugno 2019. Come "Support Act" per i visitatori è stato introdotto un "Festival-Store" di un discount con 2000 m² di area di vendita. I carrelli per la spesa sono stati dotati di ruote fuoristrada per facilitare il trasporto delle merci sul sito del festival. Altre caratteristiche speciali sono state un frigorifero walk-in, 12 stazioni di cottura e 16 bancomat. I 200 dipendenti sono stati scelti tra una gamma di 400 candidati provenienti da 6 aziende regionali.

## Line-up

### Anni 2000
2001
- Ash
- Backyard Babies
- Blackmail
- Die Happy
- Donots
- Faithless
- Fantômas
- Fink
- Fun Lovin' Criminals
- Fünf Sterne deluxe
- Goldfinger
- Grand Theft Audio
- The Hellacopters
- The Hives
- Iggy Pop
- Incubus
- JJ72
- Krezip
- K's Choice
- Last Days of April
- Manu Chao
- Nashville Pussy
- The Offspring
- OPM
- Paradise Lost
- Phoenix
- Placebo
- Queens of the Stone Age
- Slut
- Stereo MCs
- Suit Yourself
- Thomas D
- Tool
- Die Toten Hosen
- The Weakerthans
- Weezer
- Wheatus

2002

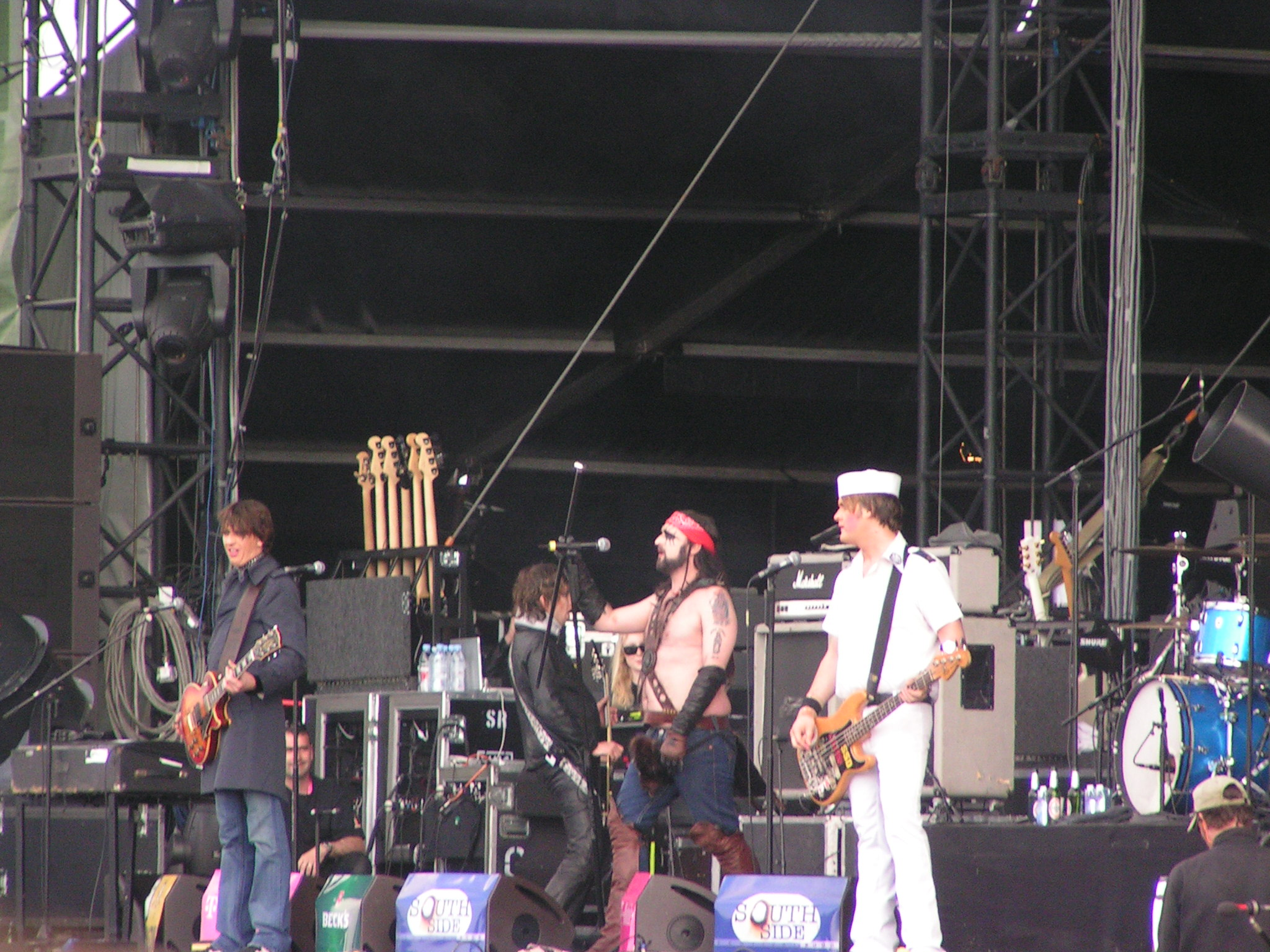
Turbonegro al festival del 2015

- ...And You Will Know Us by the Trail of Dead
- A
- Die Ärzte
- Beatsteaks
- Black Rebel Motorcycle Club
- The Breeders
- Dover
- Emil Bulls
- The Flaming Sideburns
- Garbage
- Gluecifer
- Heyday

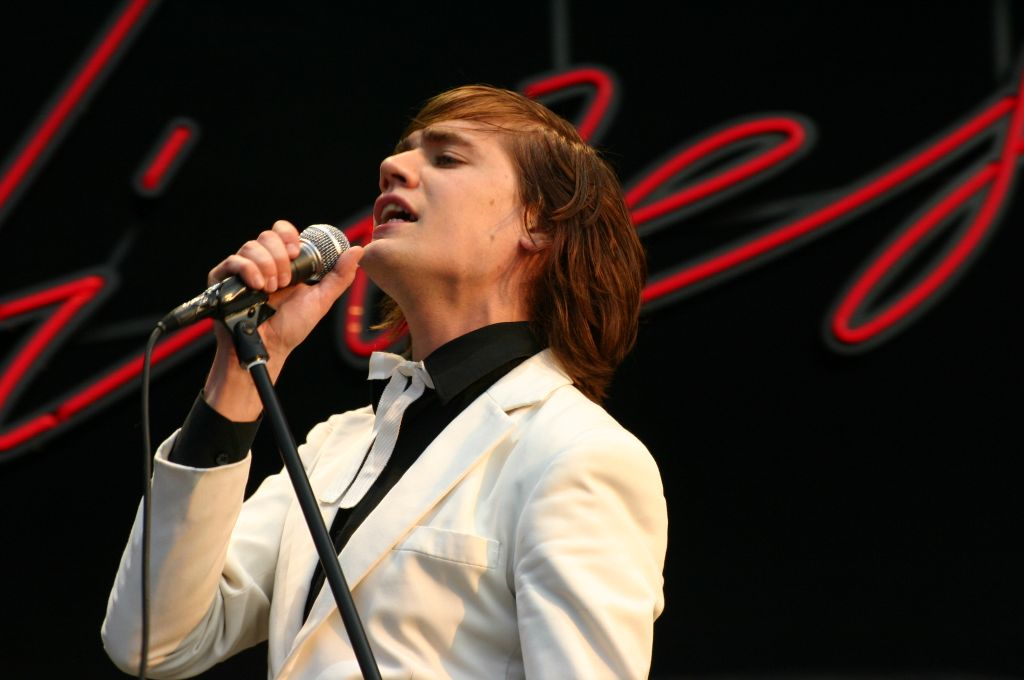
Il cantante dei The Hives, Pelle Almqvist al festival del 2004

- The (International) Noise Conspiracy
- Jasmin Tabatabai
- Lambretta
- Less Than Jake
- Lostprophets
- Madrugada
- Mercury Rev
- Nelly Furtado
- New Order
- No Doubt
- The Notwist
- The Promise Ring
- Queens of the Stone Age
- Readymade
- Red Hot Chili Peppers
- Rival Schools
- Simian
- Simple Plan
- Soulfly
- Sportfreunde Stiller
- Such A Surge
- Suit Yourself
- Television
- Tocotronic
- Union Youth
- Zornik

2003
- 22-20s
- Apocalyptica
- Asian Dub Foundation
- Beth Gibbons and Rustin Man
- Blackmail
- Brendan Benson
- Coldplay
- Conic
- Console
- Counting Crows
- Danko Jones
- The Datsuns
- Fu Manchu
- Goldfrapp
- Good Charlotte
- Grandaddy
- Guano Apes
- GusGus
- The Hellacopters
- International Pony
- Interpol
- Kettcar
- Live
- Massive Attack
- The Mighty Mighty Bosstones
- Millencolin
- Moloko
- Nada Surf
- NOFX
- Patrice
- Pete Yorn
- Pinkostar
- Radiohead
- The Roots
- Röyksopp
- Seeed
- Sigur Rós with Amina
- Skin
- Slut
- The Sounds
- Starsailor
- Supergrass
- Therapy?
- Turbonegro
- Underwater Circus
- Underworld
- Union Youth

2004
- AIR
- Amplifier
- Anti-Flag
- Ash
- Backyard Babies
- Beatsteaks
- Beginner
- Billy Talent
- Black Rebel Motorcycle Club
- The Bones
- Breed 77
- Bright Eyes
- Bungalow Bang Boys
- Colour of Fire
- The Cure
- Cypress Hill
- Danko Jones
- Die Happy
- Dropkick Murphys
- Die Fantastischen Vier
- Fireball Ministry
- Franz Ferdinand
- Fünf Sterne deluxe
- Gentleman & The Far East Band
- Gluecifer
- Graham Coxon
- grannysmith
- The Hives
- I Am Kloot
- Ill Niño
- The (International) Noise Conspiracy
- Jupiter Jones
- Die Kleinen Götter
- Life of Agony
- Mando Diao
- Mclusky
- Mogwai
- Monster Magnet
- Pixies
- PJ Harvey
- Placebo
- Sarah Bettens
- Snow Patrol
- Sportfreunde Stiller
- Tomte
- Wilco
- Within Temptation

2005
- 2raumwohnung
- Amplifier
- ...And You Will Know Us by the Trail of Dead
- Athlete
- Audioslave
- Beatsteaks
- Beck
- Boysetsfire
- Brendan Benson
- Broken Social Scene
- Die Ärzte
- Dinosaur Jr.
- Dioramic
- The Dresden Dolls
- Eagles of Death Metal
- Fantômas
- Feist
- Flogging Molly
- Idlewild
- Ken Ring
- Kettcar
- La Vela Puerca
- Long Jones
- Madrugada
- Madsen
- Mando Diao
- Millencolin
- Moneybrother
- New Order
- Nine Inch Nails
- Oasis
- Phoenix
- Queens of the Stone Age
- Rammstein
- Sarah Bettens
- Ska-P
- Slut
- System of a Down
- Team Sleep
- The Eighties Matchbox B-Line Disaster

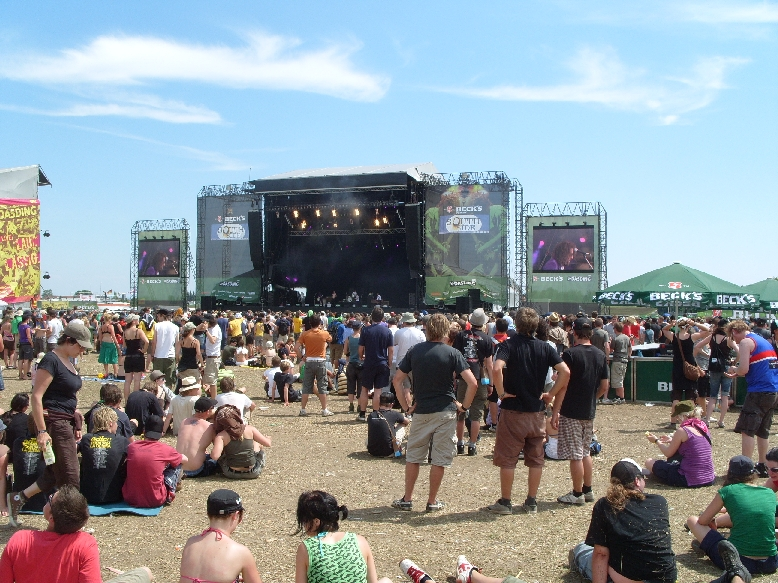
Edizione del 2008

- The Robocop Kraus
- The Stands
- Turbonegro
- Underoath
- Wir sind Helden

2006
- Adam Green
- The Answer
- Apocalyptica
- Archive
- Arctic Monkeys
- Ben Harper & the Innocent Criminals
- Ben Jammin
- Billy Talent
- Blackmail
- Coheed and Cambria
- The Cooper Temple Clause
- Death Cab for Cutie
- Nada Surf
- dEUS
- Delays
- Donavon Frankenreiter
- Duels
- Elbow
- Element of Crime
- Fettes Brot
- Hard-Fi
- Karamelo Santo
- Klee
- Lagwagon
- The Lightning Seeds
- Live
- Mad Caddies
- Mando Diao
- Manu Chao Radio Bemba Sound System
- Maxïmo Park
- Photonensurfer
- The Raconteurs
- Muse
- Panteón Rococó
- Seeed
- Shout Out Louds
- Sigur Rós
- Skin
- The Brian Jonestown Massacre
- The Cardigans
- The Feeling
- The Hives
- The Kooks
- The Strokes
- Tomte
- Two Gallants
- Wallis Bird
- The Weepies
- Wir sind Helden
- Within Temptation
- Wolfmother
- Zebrahead

2007
- Arcade Fire
- Beastie Boys
- Bloc Party
- Bright Eyes
- Cold War Kids
- Deichkind
- Die Fantastischen Vier
- Dropkick Murphys
- Editors
- Fotos
- Incubus
- Interpol
- Jet
- Juliette and the Licks
- Kings of Leon
- La Vela Puerca
- Less Than Jake
- Manic Street Preachers
- Marilyn Manson
- Me First and the Gimme Gimmes
- Pearl Jam
- Placebo
- Queens of the Stone Age
- Snow Patrol
- Sonic Youth
- The Brayndead Freakshow
- Sugarplum Fairy
- The Bravery
- The Films
- The Sounds
- Tokyo Police Club

2008
- Radiohead
- Foo Fighters
- British Sea Power
- Maxïmo Park
- Nada Surf
- Tegan and Sara
- The Chemical Brothers
- The Kooks
- The Weakerthans
- Turbostaat
- Panic! at the Disco
- Elbow
- Flogging Molly
- Calexico
- Billy Talent
- Panteón Rococó

2009
- Die Ärzte
- Anti-Flag
- Ben Harper
- Blood Red Shoes
- Brand New
- Clueso
- Culcha Candela
- Dendemann
- Disturbed
- Duffy
- Eagles of Death Metal
- Editors
- Eskimo Joe
- Faith No More
- Fettes Brot
- Fleet Foxes
- Frank Turner
- Franz Ferdinand
- Friendly Fires
- Get Well Soon
- Gogol Bordello
- Johnossi
- Karamelo Santo
- Katy Perry
- Kings of Leon
- Kraftwerk
- Less Than Jake
- Lykke Li
- Moby
- Nick Cave and the Bad Seeds
- Nine Inch Nails
- No Use for a Name
- Paolo Nutini
- Ska-P
- Social Distortion
- The Asteroids Galaxy Tour
- The Gaslight Anthem
- The Living End
- The Mars Volta
- The Ting Tings
- The Whip
- The Wombats

### Anni 2010
2010
- Archive
- Band of Skulls
- Beatsteaks
- Biffy Clyro
- Bigelf
- Billy Talent
- Bonaparte
- Boys Noize
- Charlie Winston
- Coheed and Cambria
- Cosmo Jarvis
- Cymbals Eat Guitars
- Danko Jones
- Deftones
- Deichkind
- Dendemann
- Does It Offend You, Yeah?
- Donots
- Dropkick Murphys
- Element of Crime
- Enter Shikari
- Erol Alkan
- Faithless
- Florence and the Machine
- FM Belfast
- Frank Turner
- Frittenbude
- Horse the Band
- Hot Water Music
- Ignite
- Jack Johnson
- Jennifer Rostock
- K's Choice
- Kashmir
- Katzenjammer
- La Roux
- LaBrassBanda
- LCD Soundsystem
- Madsen
- Mando Diao
- Marina and the Diamonds
- Massive Attack
- Moneybrother
- Mr. Oizo
- Paramore
- Phoenix
- Porcupine Tree
- Revolverheld
- Shout Out Louds
- Skindred
- Skunk Anansie
- Stone Temple Pilots
- Tegan and Sara
- The Bloody Beetroots
- The Gaslight Anthem
- The Get Up Kids
- The Hold Steady
- The Prodigy
- The Specials
- The Strokes
- The Temper Trap
- The xx
- Timid Tiger
- Turbostaat
- Two Door Cinema Club
- Vampire Weekend
- We Are Scientists
- White Lies
- Zebrahead

2011
- Foo Fighters
- Incubus
- Arcade Fire
- The Chemical Brothers
- Portishead
- Arctic Monkeys
- Kaiser Chiefs
- My Chemical Romance
- Clueso
- The Hives
- Suede
- Kasabian
- The Subways
- Gogol Bordello
- Flogging Molly
- Elbow
- The Wombats
- Jimmy Eat World
- Sublime with Rome
- Two Door Cinema Club
- Boysetsfire
- Monster Magnet
- The Kills
- Lykke Li
- Selig
- Kashmir
- Glasvegas
- Band of Horses
- The Sounds
- Bright Eyes
- Sum 41
- All Time Low
- Klaxons
- Eels
- Sick of It All
- Parkway Drive
- William Fitzsimmons
- Blood Red Shoes
- Jupiter Jones
- I Blame Coco
- Irie Révoltés
- Young Rebel Set
- I Am Kloot
- Friendly Fires
- Darwin Deez
- Comeback Kid
- Converge
- The Asteroids Galaxy Tour
- Portugal. The Man
- Warpaint
- Hail Ice Cube/ The West coast Warlord.
- West Coast only
- Fuk you hose
- Kvelertak
- You Me at Six
- Brother
- Tame Impala
- Cloud Control
- Miles Kane
- Yoav
- Digitalism
- Crookers
- Trentemøller
- A-Trak
- Hercules and Love Affair
- Frittenbude
- Egotronic

2012
- Die Ärzte
- The Cure
- Blink-182
- Justice
- Rise Against
- The Stone Roses
- Mumford & Sons
- Sportfreunde Stiller
- The Kooks
- The xx
- New Order
- Noel Gallagher's High Flying Birds
- Wolfmother
- LaBrassBanda
- Casper
- Katzenjammer
- Kettcar
- The Mars Volta
- The Shins
- Broilers
- Florence and The Machine
- Madsen
- Garbage
- Thees Uhlmann & Band
- Eagles of Death Metal
- The Temper Trap
- Beirut
- Bosse
- Bonaparte
- Boy
- Kraftklub
- Ed Sheeran
- K.I.Z.
- City And Colour
- Bat For Lashes
- Jennifer Rostock
- Frank Turner & The Sleeping Souls
- Royal Republic
- Pennywise
- Lagwagon
- M83
- Hot Water Music
- Mad Caddies
- La Vela Puerca
- Yo MAMA
- The Vaccines
- Less Than Jake
- Zebrahead
- My Morning Jacket
- All Shall Perish
- My Morning Jacket
- The Dø
- Adept
- Selah Sue
- The Bronx
- La Dispute
- Little Dragon
- Disco Ensemble
- Band Of Skulls
- GusGus
- Nneka
- Bombay Bicycle Club
- M.Ward
- Die Antwoord
- Spector
- Black Box Revelation
- Young Guns
- Other Lives
- Twin Shadow
- The Computers
- Nerina Pallot
- Switchfoot
- Eastern Conference Champions
- Kurt Vile & The Violators
- All The Young
- Hoffmaestro
- Golden Kanine
- Turbowolf
- We Are Augustines
- Willy Moon
- Alt-J
- Casting Louis
- Fritz Kalkbrenner
- Steve Aoki
- SebastiAn
- Beardyman
- Busy P
- Bassnectar
- Azari & III
- Supershirt
- Bratze
- Dumme Jungs

2013
- Parov Stelar
- Gesaffelstein
- Archive
- Netsky
- Rammstein
- Billy Talent
- Queens of the Stone Age
- NOFX
- Passenger
- Frittenbude
- Macklemore & Ryan Lewis
- Triggerfinger
- Kyteman
- Arctic Monkeys
- Deichkind
- Paul Kalkbrenner
- Sigur Rós
- Bloc Party
- Ska-P
- The Gaslight Anthem
- The Hives
- Of Monsters and Men
- Belle and Sebastian
- Marteria
- Left Boy
- Prinz Pi
- Dallas Green
- Boysetsfire
- Danko Jones
- Callejon
- Friska Viljor
- Every Time I Die
- The Devil Wears Prada
- Turbostaat
- The Bouncing Souls
- C2C
- Two Door Cinema Club